# راندي ليرنر
راندي ليرنر (بالإنجليزية: Randy Lerner)‏‏ (21 فبراير 1962 في بروكلين - ) رائد أعمال، ومصرفي، ومحامي من الولايات المتحدة.